# جزيرة سهيل
جزيرة سهيل إحدى جزر مصر النيلية، تقع جنوبي مدينة أسوان، وبها قرية نوبية نموذجية تعد مزارا للسائحين للتعرف على الثقافة النوبية بزيارة ديارهم. كانت في الاصل محجرا يستخرج منها قدماء المصريين الغرانيت الأسواني. يبلغ عدد السكان بالجزيرة 4180 نسمة

## المعالم
- إحدى قرى النوبة النموذجية
- معبد مصري وآثار دينية قديمة
- لوحة المجاعة